# Onychopterocheilus eckloni
Onychopterocheilus eckloni är en stekelart som först beskrevs av Moravitz 1885.  Onychopterocheilus eckloni ingår i släktet Onychopterocheilus och familjen Eumenidae. Inga underarter finns listade i Catalogue of Life.